# Mira Zore-Armanda
Mira Zore-Armanda, née à Zagreb le 6 janvier 1930 et morte le 8 avril 2012, est une océanographe croate. Elle était senior scientist à l'Institut d'océanographie et de la pêche à Split, où ses travaux ont porté sur la mer Adriatique.

## Jeunesse
Mira Zore est née à Zagreb, alors en Yougoslavie (aujourd'hui en Croatie). Elle est la fille de Miro Zore et de Marija Nabergoj. Elle a étudié la géophysique en premier cycle à l'Université de Zagreb sous l'autorité de (?) Josip Goldberg et a été diplômée en 1952 avec une thèse intitulée Oscillation of bays with an application to the Kaštela Bay (Oscillation de baies et application à la baie de Kaštela). Elle a défendu sa thèse de doctorat, sur les courants dans la mer Adriatique, à l'université de Paris en 1963. Henri Lacombe était son directeur de thèse.

## Carrière
Mira Zore a commencé à travailler à l'Institut d'océanographie et de la pêche à Split en 1952 et y resta pendant toute sa carrière. Au début de sa carrière, elle a rencontré quelques difficultés pour avoir accès à des navires de recherche (pour faire du travail de terrain et collecter des données) car elle était une femme. La plupart de ses travaux de recherche concernaient la circulation dans la mer Adriatique et, plus tard, la mer côtière de l'Istrie. Elle a souvent collaboré avec des biologistes de la vie marine dans l'étude de la production de poissons et avec des chimistes sur des questions sur la salinité. Elle a publié près de 150 articles de recherche avant de prendre sa retraite en 1989.
Zore-Armanda a enseigné à l'Université de Zagreb. De 1976 à 1978, elle a été directrice de l'Institut d'océanographie et de la pêche. Elle a été vice-président du comité sur l'océanographie physique de l'Union géodésique et géophysique internationale. Elle est co-auteur d'un texte d'introduction sur l'océanographie et de météorologie maritime et a été rédactrice en chef de la revue scientifique Acta Adriatica.

## Vie personnelle
Mira Zore a épousé le chimiste Igor Armanda en 1959. Une fois veuve, elle a déménagé à Opatija pour vivre avec sa sœur et sa famille. Elle est décédée en 2012, à l'âge de 82 ans.